# Grand Prix automobile d'Australie 2005
GP précédent GP suivant
Le Grand Prix automobile d'Australie 2005 (2005 Formula 1 Foster's Australian Grand Prix), disputé sur le circuit de l'Albert Park le 6 mars 2005, est la 732e épreuve du championnat du monde de Formule 1 courue depuis 1950 et la première manche du championnat 2005.

## Qualifications

### 1reséance
- Le bras de fer entre l'écurie Minardi et la FIA a tourné court. Autorisée par la justice australienne à disputer le Grand Prix avec des voitures n'étant pas aux normes 2005, Minardi pensait avoir gagné la partie. La FIA a alors brandi la menace d'exclure l'Australie du calendrier ; Minardi, récemment passée sous pavillon australien, a finalement accepté de mettre ses véhicules en conformité avec les règlements 2005. Les Minardi ont participé, en faisant les chicanes mobiles, à la première séance de qualification.
- Coup de théâtre lors de la première des deux séances de qualifications. À la suite d'une forte averse, Michael Schumacher se retrouve à 24 secondes de Giancarlo Fisichella, meilleur temps de cette séance. Étant en avant dernière ligne, Schumacher change de moteur avant la course, ce qui le met en fond de grille mais avec un moteur neuf.

## Grille de départ
| Pos. | Pilote               | Écurie           | Qualifications 1 | Qualifications 2 |
| ---- | -------------------- | ---------------- | ---------------- | ---------------- |
| 1    | Giancarlo Fisichella | Renault          | 1 min 33 s 171   | 1 min 28 s 289   |
| 2    | Jarno Trulli         | Toyota           | 1 min 35 s 270   | 1 min 29 s 159   |
| 3    | Mark Webber          | Williams-BMW     | 1 min 36 s 717   | 1 min 28 s 279   |
| 4    | Jacques Villeneuve   | Sauber-Petronas  | 1 min 36 s 984   | 1 min 29 s 862   |
| 5    | David Coulthard      | Red Bull         | 1 min 38 s 320   | 1 min 28 s 892   |
| 6    | Christian Klien      | Red Bull         | 1 min 37 s 486   | 1 min 29 s 991   |
| 7    | Nick Heidfeld        | Williams-BMW     | 1 min 39 s 517   | 1 min 29 s 413   |
| 8    | Jenson Button        | BAR-Honda        | 1 min 41 s 512   | 1 min 30 s 616   |
| 9    | Juan Pablo Montoya   | McLaren-Mercedes | 1 min 45 s 325   | 1 min 29 s 320   |
| 10   | Kimi Räikkönen       | McLaren-Mercedes | 1 min 44 s 997   | 1 min 30 s 561   |
| 11   | Rubens Barrichello   | Ferrari          | 1 min 45 s 481   | 1 min 31 s 341   |
| 12   | Narain Karthikeyan   | Jordan           | 1 min 44 s 357   | 1 min 32 s 755   |
| 13   | Fernando Alonso      | Renault          | 1 min 47 s 708   | 1 min 29 s 758   |
| 14   | Tiago Monteiro       | Jordan           | 1 min 46 s 846   | 1 min 33 s 483   |
| 15   | Ralf Schumacher      | Toyota           | 1 min 51 s 495   | 1 min 31 s 222   |
| 16   | Patrick Friesacher   | Minardi-Cosworth | 1 min 50 s 864   | 1 min 37 s 499   |
| 17   | Christijan Albers    | Minardi-Cosworth | 1 min 49 s 230   | 0                |
| 18   | Michael Schumacher   | Ferrari          | 1 min 57 s 931   | 0                |
| 19   | Takuma Satō          | BAR-Honda        |                  |                  |
| 20   | Felipe Massa         | Sauber-Petronas  |                  |                  |

## Course
La course a été perturbée d'entrée, le samedi, par les intempéries qui ont donné une grille de départ inhabituelle, avec les McLaren perdues au milieu du peloton et la Ferrari du champion du monde en titre, Michael Schumacher, reléguée en dernière ligne. L'écurie italienne a d'ailleurs exploité une des nombreuses subtilités du nouveau règlement en changeant le moteur de la voiture d'un Schumacher qui n'avait rien à gagner à participer à la seconde séance de qualification. Un changement de moteur avant la course coûte dix places au départ, mais le pilote allemand était, de toute façon, condamné au fond de grille. S'il le souhaite, Schumacher pourra se présenter dans quinze jours en Malaisie avec un moteur frais, puisqu'il n'a pas terminé la course. Le septuple champion du monde a en effet été éliminé à la suite d'un accrochage avec Nick Heidfeld (Williams-BMW), qui tentait de lui ravir la huitième place. Alonso a eu de la difficulté à doubler Jacques Villeneuve puisqu'il lui a fallu dix-huit tours avant de trouver l'ouverture.

### Classement
| Pos. | N° | Pilote               | Écurie            | Tours | Temps/Abandon                      | Grille | Points |
| ---- | -- | -------------------- | ----------------- | ----- | ---------------------------------- | ------ | ------ |
| 1    | 6  | Giancarlo Fisichella | Renault           | 57    | 1 h 24 min 17 s 336 (215,168 km/h) | 1      | 10     |
| 2    | 2  | Rubens Barrichello   | Ferrari           | 57    | + 5 s 553                          | 11     | 8      |
| 3    | 5  | Fernando Alonso      | Renault           | 57    | + 6 s 744                          | 13     | 6      |
| 4    | 14 | David Coulthard      | Red Bull-Cosworth | 57    | + 16 s 131                         | 5      | 5      |
| 5    | 7  | Mark Webber          | Williams-BMW      | 57    | + 16 s 908                         | 3      | 4      |
| 6    | 10 | Juan Pablo Montoya   | McLaren-Mercedes  | 57    | + 35 s 033                         | 9      | 3      |
| 7    | 15 | Christian Klien      | Red Bull-Cosworth | 57    | + 38 s 997                         | 6      | 2      |
| 8    | 9  | Kimi Räikkönen       | McLaren-Mercedes  | 57    | + 39 s 633                         | 10     | 1      |
| 9    | 16 | Jarno Trulli         | Toyota            | 57    | + 1 min 03 s 108                   | 2      |        |
| 10   | 12 | Felipe Massa         | Sauber-Petronas   | 57    | + 1 min 04 s 393                   | 18     |        |
| Abd. | 3  | Jenson Button        | BAR-Honda         | 56    | Abandon volontaire                 | 8      |        |
| 12   | 17 | Ralf Schumacher      | Toyota            | 56    | + 1 tour                           | 15     |        |
| 13   | 11 | Jacques Villeneuve   | Sauber-Petronas   | 56    | + 1 tour                           | 4      |        |
| Abd. | 4  | Takuma Satō          | BAR-Honda         | 55    | Abandon volontaire                 | 20     |        |
| 15   | 19 | Narain Karthikeyan   | Jordan-Toyota     | 55    | + 2 tours                          | 12     |        |
| 16   | 18 | Tiago Monteiro       | Jordan-Toyota     | 55    | + 2 tours                          | 14     |        |
| 17   | 20 | Patrick Friesacher   | Minardi-Cosworth  | 55    | + 4 tours                          | 16     |        |
| Abd. | 1  | Michael Schumacher   | Ferrari           | 42    | Accrochage                         | 19     |        |
| Abd. | 8  | Nick Heidfeld        | Williams-BMW      | 42    | Accrochage                         | 7      |        |
| Abd. | 21 | Christijan Albers    | Minardi-Cosworth  | 16    | Boîte de vitesses                  | 17     |        |

### Pole position et record du tour
- Pole position :  Giancarlo Fisichella (Renault) en 3 min 01 s 460 (210,413 km/h)[1].
- Meilleur tour en course :  Fernando Alonso (Renault) en 1 min 25 s 683 (222,807 km/h), au vingt-quatrième tour[2].

### Tours en tête
- Giancarlo Fisichella (Renault) : 54 tours (1-23 / 25-42 / 45-57)[3] ;
- Rubens Barrichello (Ferrari) : 1 tour (24)
- Fernando Alonso (Renault) : 2 tours (43-44).

## Classements généraux à l'issue de la course
| Pos. | Pilote               | Ecurie                     | Points |
| 1.   | Giancarlo Fisichella | Mild Seven Renault F1 Team | 10     |
| 2.   | Rubens Barrichello   | Scuderia Ferrari Marlboro  | 8      |
| 3.   | Fernando Alonso      | Mild Seven Renault F1 Team | 6      |
| 4.   | David Coulthard      | Red Bull Racing            | 5      |
| 5.   | Mark Webber          | BMW Williams F1 Team       | 4      |
| 6.   | Juan Pablo Montoya   | Team McLaren Mercedes      | 3      |
| 7.   | Christian Klien      | Red Bull Racing            | 2      |
| 8.   | Kimi Räikkönen       | Team McLaren Mercedes      | 1      |

| Pos. | Ecurie                     | Points |
| 1.   | Mild Seven Renault F1 Team | 16     |
| 2.   | Scuderia Ferrari Marlboro  | 8      |
| 3.   | Red Bull Racing            | 7      |
| 4.   | BMW Williams F1 Team       | 4      |
| 5.   | Team McLaren Mercedes      | 4      |

## Statistiques
Le Grand Prix d'Australie 2005 représente :
- La 2e victoire pour Giancarlo Fisichella.
- La 18e victoire pour Renault en tant que constructeur.
- La 98e victoire pour Renault en tant que motoriste.
- Le 1er Grand Prix pour Tiago Monteiro.
- Le 1er Grand Prix pour Narain Karthikeyan.
- Le 1er Grand Prix pour Patrick Friesacher.
- Le 1er Grand Prix pour Christijan Albers.
- Le 1er Grand Prix et les premiers points pour l'écurie Red Bull Racing.

Au cours de ce Grand Prix :
- Pour la première fois depuis le Grand Prix d'Australie 1995, avec Gerhard Berger et Karl Wendlinger, deux pilotes autrichiens sont présents sur la ligne de départ (Christian Klien et Patrick Friesacher).